# Campodorus flavipes
Campodorus flavipes là một loài tò vò trong họ Ichneumonidae.